# Sakhanu
Sakhanu là một thị xã và là một nagar panchayat của quận Budaun thuộc bang Uttar Pradesh, Ấn Độ.

## Nhân khẩu
Theo điều tra dân số năm 2001 của Ấn Độ, Sakhanu có dân số 8.809 người. Phái nam chiếm 54% tổng số dân và phái nữ chiếm 46%. Sakhanu có tỷ lệ 30% biết đọc biết viết, thấp hơn tỷ lệ trung bình toàn quốc là 59,5%: tỷ lệ cho phái nam là 38%, và tỷ lệ cho phái nữ là 20%. Tại Sakhanu, 22% dân số nhỏ hơn 6 tuổi.